# Ismail Abilov
Ismail Abilov (Исмаил Абилов * 9. května 1951 Lopušna, Bulharsko) je bývalý bulharský zápasník, volnostylař.
V roce 1980 vybojoval na olympijských hrách v Moskvě zlatou medaili ve střední váhové kategorii. Účastnil se již olympiády v Montrealu v roce 1976, kde vybojoval 5. místo.